# Üzbegisztán a 2000. évi nyári olimpiai játékokon
Üzbegisztán az ausztráliai Sydneyben megrendezett 2000. évi nyári olimpiai játékok egyik részt vevő nemzete volt. Az országot az olimpián 12 sportágban 70 sportoló képviselte, akik összesen 4 érmet szereztek.

## Érmesek
| Érem  | Versenyző                | Sportág   | Versenyszám         |
| ----- | ------------------------ | --------- | ------------------- |
| Arany | Muhammadqodir Abdullayev | Ökölvívás | Kisváltósúly        |
| Ezüst | Artur Taymazov           | Birkózás  | Szabadfogás, 130 kg |
| Bronz | Sergey Mixaylov          | Ökölvívás | Félnehézsúly        |
| Bronz | Rustam Saidov            | Ökölvívás | Szupernehézsúly     |

## Atlétika
Férfi
| Versenyző                                                                  | Versenyszám     | Előfutam | Előfutam | Előfutam | Elődöntő | Elődöntő | Elődöntő | Döntő   | Döntő    |
| Versenyző                                                                  | Versenyszám     | Idő      | Hely.    | Össz.    | Idő      | Hely.    | Össz.    | Idő     | Helyezés |
| -------------------------------------------------------------------------- | --------------- | -------- | -------- | -------- | -------- | -------- | -------- | ------- | -------- |
| Erkinzhon Isakov                                                           | 400 m gát       | 50,71    | 5.       | 31.      | kiesett  | kiesett  | kiesett  | kiesett | kiesett  |
| Oleg Zhuravlyov Konstantin Zhuravlyov Anvar Kuchmuradov Nikolay Yeroshenko | 4 × 100 m váltó | 41,20    | 8.       | 38.      | kiesett  | kiesett  | kiesett  | kiesett | kiesett  |

| Versenyző           | Versenyszám   | Selejtező | Selejtező | Döntő    | Döntő    |
| Versenyző           | Versenyszám   | Eredmény  | Helyezés  | Eredmény | Helyezés |
| ------------------- | ------------- | --------- | --------- | -------- | -------- |
| Rustam Khusnutdinov | Távolugrás    | 724 cm    | 44.*      | kiesett  | kiesett  |
| Yevgeny Petin       | Hármasugrás   | 15,27 m   | 34.       | kiesett  | kiesett  |
| Roman Poltoratsky   | Diszkoszvetés | 47,83 m   | 41.       | kiesett  | kiesett  |
| Andrey Abduvaliyev  | Kalapácsvetés | 75,64 m   | 15.       | kiesett  | kiesett  |
| Vitaly Khozhatelev  | Kalapácsvetés | 65,04 m   | 42.       | kiesett  | kiesett  |
| Viktor Ustinov      | Kalapácsvetés | 60,60 m   | 43.       | kiesett  | kiesett  |
| Sergey Voynov       | Gerelyhajítás | 75,89 m   | 25.       | kiesett  | kiesett  |

| Versenyző         | Versenyszám | 100 m | 100 m | Távolugrás | Távolugrás | Súlylökés  | Súlylökés  | Magasugrás | Magasugrás | 400 m      | 400 m      | 110 m gát  | 110 m gát  | Diszkoszvetés | Diszkoszvetés | Rúdugrás   | Rúdugrás   | Gerelyhajítás | Gerelyhajítás | 1500 m     | 1500 m     | Végeredmény   | Végeredmény   |
| Versenyző         | Versenyszám | Idő   | Pont  | Eredmény   | Pont       | Eredmény   | Pont       | Eredmény   | Pont       | Idő        | Pont       | Idő        | Pont       | Eredmény      | Pont          | Eredmény   | Pont       | Eredmény      | Pont          | Idő        | Pont       | Pont          | Helyezés      |
| ----------------- | ----------- | ----- | ----- | ---------- | ---------- | ---------- | ---------- | ---------- | ---------- | ---------- | ---------- | ---------- | ---------- | ------------- | ------------- | ---------- | ---------- | ------------- | ------------- | ---------- | ---------- | ------------- | ------------- |
| Oleg Veretelnikov | Tízpróba    | 12,17 | 618   | nem indult | nem indult | nem indult | nem indult | nem indult | nem indult | nem indult | nem indult | nem indult | nem indult | nem indult    | nem indult    | nem indult | nem indult | nem indult    | nem indult    | nem indult | nem indult | nem ért célba | nem ért célba |

Női
| Versenyző                                                                  | Versenyszám     | Előfutam | Előfutam | Előfutam | Negyeddöntő | Negyeddöntő | Negyeddöntő | Elődöntő | Elődöntő | Elődöntő | Döntő   | Döntő    |
| Versenyző                                                                  | Versenyszám     | Idő      | Hely.    | Össz.    | Idő         | Hely.       | Össz.       | Idő      | Hely.    | Össz.    | Idő     | Helyezés |
| -------------------------------------------------------------------------- | --------------- | -------- | -------- | -------- | ----------- | ----------- | ----------- | -------- | -------- | -------- | ------- | -------- |
| Lyubov Perepelova                                                          | 100 m           | 11,48    | 2.       | 27.*     | 11,59       | 8.          | 26.         | kiesett  | kiesett  | kiesett  | kiesett | kiesett  |
| Lyubov Perepelova                                                          | 200 m           | 23,83    | 5.       | 41.      | kiesett     | kiesett     | kiesett     | kiesett  | kiesett  | kiesett  | kiesett | kiesett  |
| Yelena Piskunova                                                           | 400 m           | 55,40    | 4.       | 48.      | kiesett     | kiesett     | kiesett     | kiesett  | kiesett  | kiesett  | kiesett | kiesett  |
| Yelena Kvyatkovskaya Lyubov Perepelova Lyudmila Dmitriady Guzel Khubbiyeva | 4 × 100 m váltó | 45,14    | 6.       | 22.      |             |             |             | kiesett  | kiesett  | kiesett  | kiesett | kiesett  |
| Nataliya Kobina Yelena Piskunova Zamira Amirova Nataliya Senkina           | 4 × 400 m váltó | 3:43,96  | 8.       | 21.      |             |             |             |          |          |          | kiesett | kiesett  |

| Versenyző       | Versenyszám | 100 m gát | 100 m gát | Magasugrás | Magasugrás | Súlylökés | Súlylökés | 200 m | 200 m | Távolugrás | Távolugrás | Gerelyhajítás | Gerelyhajítás | 800 m   | 800 m | Végeredmény | Végeredmény |
| Versenyző       | Versenyszám | Idő       | Pont      | Eredmény   | Pont       | Eredmény  | Pont      | Idő   | Pont  | Eredmény   | Pont       | Eredmény      | Pont          | Idő     | Pont  | Pont        | Helyezés    |
| --------------- | ----------- | --------- | --------- | ---------- | ---------- | --------- | --------- | ----- | ----- | ---------- | ---------- | ------------- | ------------- | ------- | ----- | ----------- | ----------- |
| Sofiya Kabanova | Hétpróba    | 14,89     | 856       | 172 cm     | 879        | 11,56 m   | 632       | 27,27 | 690   | 522 cm     | 620        | 36,61 m       | 602           | 2:20,11 | 822   | 5101        | 27.         |

* - egy másik versenyzővel azonos eredményt ért el

## Birkózás
Kötöttfogású
| Versenyző          | Versenyszám | Csoportkör                                                                                            | Csoportkör | Negyeddöntő                 | Elődöntő          | Bronz- mérkőzés                            | Döntő             | Helyezés |
| Versenyző          | Versenyszám | Ellenfél Eredmény                                                                                     | Hely.      | Ellenfél Eredmény           | Ellenfél Eredmény | Ellenfél Eredmény                          | Ellenfél Eredmény | Helyezés |
| ------------------ | ----------- | --- | ---------- | --------------------------- | ----------------- | ------------------------------------------ | ----------------- | -------- |
| Dilshod Aripov     | 58 kg       | 1. csoport · Jurij Melnyicsenko (KAZ) · mérkőzés nélkül (sérülés) · Kim Inszop (KOR) · 2-4            | 2.         | kiesett                     | kiesett           | kiesett                                    | kiesett           | 11.      |
| Bakhodir Kurbanov  | 63 kg       | 4. csoport · Michael Beilin (ISR) · 4-0 · Vital Zsuk (BLR) · 6-1                                      | 1.         | Ak'ak'i Chachua (GEO) · 2-3 |                   | Az 5. helyért · Kevin Bracken (USA) · 10-0 |                   | 5.       |
| Ruslan Biktyakov   | 69 kg       | 5. csoport · Nagata Kacuhiko (JPN) · 1-3 · Heath Sims (USA) · 3-0                                     | 2.         | kiesett                     | kiesett           | kiesett                                    | kiesett           | 10.      |
| Yevgeny Yerofaylov | 76 kg       | 6. csoport · Matt Lindland (USA) · 1-1 · T'ariel Melelashvili (GEO) · 0-4 · Kader Silia (ALG) · 6-0   | 3.         | kiesett                     | kiesett           | kiesett                                    | kiesett           | 11.      |
| Yury Vitt          | 85 kg       | 6. csoport · Fritz Aanes (NOR) · 6-1 · Gotcha Tsitsiashvili (ISR) · 0-3 · Amor Bach Hanba (TUN) · 4-1 | 2.         | kiesett                     | kiesett           | kiesett                                    | kiesett           | 10.      |

Szabadfogású
| Versenyző            | Versenyszám | Csoportkör                                                                                       | Csoportkör | Negyeddöntő              | Elődöntő                      | Bronz- mérkőzés                                     | Döntő                        | Helyezés |
| Versenyző            | Versenyszám | Ellenfél Eredmény                                                                                | Hely.      | Ellenfél Eredmény        | Ellenfél Eredmény             | Ellenfél Eredmény                                   | Ellenfél Eredmény            | Helyezés |
| -------------------- | ----------- | ------------------------------------------------------------------------------------------------ | ---------- | ------------------------ | ----------------------------- | --------------------------------------------------- | ---------------------------- | -------- |
| Adkhamdzhon Akhilov  | 54 kg       | 3. csoport · Maulen Mamirov (KAZ) · 5-10 · Vasilij Zeiher (GER) · 9-2                            | 2.         | kiesett                  | kiesett                       | kiesett                                             | kiesett                      | 8.       |
| Damir Zakhartdinov   | 58 kg       | 5. csoport · Murad Ramazanov (RUS) · 1-4 · Octavian Cuciuc (MDA) · 5-0 · Harun Doğan (TUR) · 3-0 | 1.         | erőnyerő                 | Jevhen Buszlovics (UKR) · 0-2 | Terry Brands (USA) · 2-3                            |                              | 4.       |
| Ramil Islamov        | 63 kg       | 3. csoport · Mohammad Talaei (IRI) · mérkőzés nélkül (sérülés) · Cary Kolat (USA) · 2-6          | 3.         | kiesett                  | kiesett                       | kiesett                                             | kiesett                      | 17.      |
| Ruslan Khinchagov    | 76 kg       | 3. csoport · Elşad Allahverdiyev (AZE) · 3-2 · Jannie du Toit (RSA) · 11-1                       | 1.         | Adem Bereket (TUR) · 2-5 |                               | Gennagyij Lalijev (KAZ) · mérkőzés nélkül (sérülés) |                              | 5.       |
| Makharbek Khadartsev | 85 kg       | 4. csoport · Jang Hjongmo (KOR) · 2-3 · Ali Özen (TUR) · 3-0                                     | 2.         | kiesett                  | kiesett                       | kiesett                                             | kiesett                      | 14.      |
| Artur Taymazov       | 130 kg      | 4. csoport · Aydın Polatçı (TUR) · 3-0 · Gombos Zsolt (HUN) · 10-0                               | 1.         | Kerry McCoy (USA) · 11-9 | Alexis Rodríguez (CUB) · 4-0  |                                                     | David Muszulbesz (RUS) · 2-5 |          |

## Cselgáncs
Férfi
| Versenyző         | Versenyszám  | Selejtező                             | 32-es főtábla                         | Nyolcaddöntő                  | Negyeddöntő                             | Elődöntő                          | Vigaszág első kör              | Vigaszág negyeddöntő                  | Vigaszág elődöntő | Bronz- mérkőzés                   | Döntő             | Helyezés    |
| Versenyző         | Versenyszám  | Ellenfél Eredmény                     | Ellenfél Eredmény                     | Ellenfél Eredmény             | Ellenfél Eredmény                       | Ellenfél Eredmény                 | Ellenfél Eredmény              | Ellenfél Eredmény                     | Ellenfél Eredmény | Ellenfél Eredmény                 | Ellenfél Eredmény | Helyezés    |
| ----------------- | ------------ | ------------------------------------- | ------------------------------------- | ----------------------------- | --------------------------------------- | --------------------------------- | ------------------------------ | ------------------------------------- | ----------------- | --------------------------------- | ----------------- | ----------- |
| Alisher Mukhtarov | Légsúly      | erőnyerő                              | Francis Labrosse (SEY) · 1000-0000    | Omar Rebahi (ALG) · 1001-0000 | Elçin Mehdi İsmayılov (AZE) · 1010-0011 | Csong Szokkjong (KOR) · 0000-0010 |                                |                                       |                   | Ajdin Szmagulov (KGZ) · 0001-1011 |                   | 5.          |
| Mansur Zhumayev   | Harmatsúly   | Victor Bivol (MDA) · 0000-1110        | kiesett                               | kiesett                       | kiesett                                 | kiesett                           |                                |                                       |                   |                                   |                   | helyezetlen |
| Andrey Shturbabin | Könnyűsúly   | Giorgi Revazishvili (GEO) · 1001-0011 | Vsevolods Zeļonijs (LAT) · 0000-1010  | kiesett                       | kiesett                                 | kiesett                           |                                |                                       |                   |                                   |                   | helyezetlen |
| Farkhod Turayev   | Váltósúly    | Alvaro Paseyro (URU) · 0000-1010      | kiesett                               | kiesett                       | kiesett                                 | kiesett                           |                                |                                       |                   |                                   |                   | helyezetlen |
| Kamol Muradov     | Középsúly    | Ju Szongjon (KOR) · 0001-1001         | kiesett                               | kiesett                       | kiesett                                 | kiesett                           |                                |                                       |                   |                                   |                   | helyezetlen |
| Armen Bagdasarov  | Félnehézsúly | Luigi Guido (ITA) · 0022-0100         |                                       |                               |                                         |                                   | Sadok Khalki (TUN) · 1000-0000 | Mário Sabino Júnior (BRA) · 0010-0010 | kiesett           | kiesett                           |                   | 9.          |
| Abdullo Tangriyev | Nehézsúly    | Robert Ball (AUS) · 1000-0000         | Harry Van Barneveld (BEL) · 0021-1021 | kiesett                       | kiesett                                 | kiesett                           |                                |                                       |                   |                                   |                   | helyezetlen |

## Kajak-kenu

### Síkvízi
Férfi
| Versenyző     | Versenyszám        | Előfutam | Előfutam | Előfutam | Elődöntő | Elődöntő | Elődöntő | Döntő   | Döntő    |
| Versenyző     | Versenyszám        | Idő      | Hely.    | Össz.    | Idő      | Hely.    | Össz.    | Idő     | Helyezés |
| ------------- | ------------------ | -------- | -------- | -------- | -------- | -------- | -------- | ------- | -------- |
| Anton Ryakhov | Kajak egyes 500 m  | 1:42,694 | 6.       | 14.      | 1:43,292 | 8.       | 19.      | kiesett | kiesett  |
| Anton Ryakhov | Kajak egyes 1000 m | 3:43,718 | 7.       | 24.      | 3:44,109 | 7.       | 19.      | kiesett | kiesett  |

## Ökölvívás
| Versenyző                | Versenyszám     | Selejtező                           | Nyolcaddöntő                       | Negyeddöntő                      | Elődöntő                           | Döntő                          | Helyezés |
| Versenyző                | Versenyszám     | Ellenfél Eredmény                   | Ellenfél Eredmény                  | Ellenfél Eredmény                | Ellenfél Eredmény                  | Ellenfél Eredmény              | Helyezés |
| ------------------------ | --------------- | ----------------------------------- | ---------------------------------- | -------------------------------- | ---------------------------------- | ------------------------------ | -------- |
| Dilshod Yuldashev        | Papírsúly       | Suban Pannon (THA) · 6-16           | kiesett                            | kiesett                          | kiesett                            | kiesett                        | 17.      |
| Alisher Rahimov          | Harmatsúly      | Cso Szokhvan (KOR) · 17-1           | Hichem Blida (ALG) · 17-8          | Raimkul Malahbekov (RUS) · 10-16 | kiesett                            | kiesett                        | 6.       |
| Tulkunbay Turgunov       | Pehelysúly      | Kassim Napa Adam (UGA) · 12-3       | Szomrak Khamszing (THA) · 2-7      | kiesett                          | kiesett                            | kiesett                        | 9.       |
| Muhammadqodir Abdullayev | Kisváltósúly    | Miguel Cotto (PUR) · 17-7           | Kelson Pinto (BRA) · 22-7          | Szjarhej Bikovszki (BLR) · 9-6   | Mohamed Allalou (ALG) · 17-2       | Ricardo Williams (USA) · 27-20 |          |
| Sherzod Khusanov         | Váltósúly       | Babak Moghimi (IRI) · 15-5          | Vitalie Grușac (MDA) · 7-13        | kiesett                          | kiesett                            | kiesett                        | 9.       |
| Dilshod Yarbekov         | Nagyváltósúly   | Adnan Ćatić (GER) · 6-10            | kiesett                            | kiesett                          | kiesett                            | kiesett                        | 17.      |
| Utkirbek Khaydarov       | Középsúly       | Gajdarbek Gajdarbekov (RUS) · 10-11 | kiesett                            | kiesett                          | kiesett                            | kiesett                        | 17.      |
| Sergey Mixaylov          | Félnehézsúly    | Grigore Rîşco (ROU) · 15-6          | Əli Shamil İsmayılov (AZE) · 23-18 | Olzsasz Orazalijev (KAZ) · 27-12 | Alekszandr Lebzjak (RUS) · 1-16    | kiesett                        |          |
| Ruslan Chagayev          | Nehézsúly       |                                     | Olekszandr Jacenko (UKR) · 15-2    | Vladimer Csanturia (GEO) · 13-18 | kiesett                            | kiesett                        | 8.       |
| Rustam Saidov            | Szupernehézsúly |                                     | Ahmed Ali Abdel Samad (EGY) · 21-8 | Art Binkowski (CAN) · 17-2       | Muhtarhan Dildabekov (KAZ) · 22-28 | kiesett                        |          |

## Sportlövészet
Férfi
| Versenyző         | Versenyszám    | Selejtező | Selejtező | Döntő   | Döntő    |
| Versenyző         | Versenyszám    | Pont      | Helyezés  | Pont    | Helyezés |
| ----------------- | -------------- | --------- | --------- | ------- | -------- |
| Dilshod Mukhtarov | Légpisztoly    | 579       | 9.*       | kiesett | kiesett  |
| Dilshod Mukhtarov | Szabadpisztoly | 565       | 4.        | 662,0   | 5.       |

Női
| Versenyző        | Versenyszám           | Selejtező | Selejtező | Döntő   | Döntő    |
| Versenyző        | Versenyszám           | Pont      | Helyezés  | Pont    | Helyezés |
| ---------------- | --------------------- | --------- | --------- | ------- | -------- |
| Alyona Aksyonova | Sportpuska, összetett | 567       | 30.**     | kiesett | kiesett  |
| Alyona Aksyonova | Légpuska              | 391       | 20.****   | kiesett | kiesett  |
| Yuliya Shakhova  | Légpuska              | 389       | 32.***    | kiesett | kiesett  |
| Yuliya Shakhova  | Sportpuska, összetett | 567       | 30.**     | kiesett | kiesett  |

* - egy másik versenyzővel azonos eredményt ért el

** - két másik versenyzővel azonos eredményt ért el

*** - három másik versenyzővel azonos eredményt ért el

**** - hét másik versenyzővel azonos eredményt ért el

## Súlyemelés
Férfi
| Versenyző            | Versenyszám | Szakítás | Szakítás | Lökés    | Lökés    | Összesen | Helyezés |
| Versenyző            | Versenyszám | Eredmény | Helyezés | Eredmény | Helyezés | Összesen | Helyezés |
| -------------------- | ----------- | -------- | -------- | -------- | -------- | -------- | -------- |
| Bakhtiyer Nurullayev | 85 kg       | 160,0    | 12.*     | 192,5    | 13.*     | 352,5    | 14.      |
| Igor Khalilov        | +105 kg     | 185,0    | 11.*     | 225,0    | 10.*     | 410,0    | 12.      |

* - egy másik versenyzővel azonos eredményt ért el

## Tenisz
Női
| Versenyző         | Versenyszám | 64-es főtábla                    | 32-es főtábla     | Nyolcaddöntő      | Negyeddöntő       | Elődöntő          | Bronz- mérkőzés   | Döntő             | Helyezés |
| Versenyző         | Versenyszám | Ellenfél Eredmény                | Ellenfél Eredmény | Ellenfél Eredmény | Ellenfél Eredmény | Ellenfél Eredmény | Ellenfél Eredmény | Ellenfél Eredmény | Helyezés |
| ----------------- | ----------- | -------------------------------- | ----------------- | ----------------- | ----------------- | ----------------- | ----------------- | ----------------- | -------- |
| Iroda To’laganova | Egyes       | Kristie Boogert (NED) · 2–6, 2–6 | kiesett           | kiesett           | kiesett           | kiesett           | kiesett           | kiesett           | 33.      |

## Torna
Női
| Versenyző          | Versenyszám      | Selejtező | Selejtező | Döntő    | Döntő    |
| Versenyző          | Versenyszám      | Pontszám  | Helyezés  | Pontszám | Helyezés |
| ------------------ | ---------------- | --------- | --------- | -------- | -------- |
| Oksana Chusovitina | Talaj            | 9,475     | 24.*      | kiesett  | kiesett  |
| Oksana Chusovitina | Ugrás            | 9,375     | 23.       | kiesett  | kiesett  |
| Oksana Chusovitina | Felemás korlát   | 8,450     | 79.       | kiesett  | kiesett  |
| Oksana Chusovitina | Gerenda          | 9,150     | 59.       | kiesett  | kiesett  |
| Oksana Chusovitina | Egyéni összetett | 36,450    | 44.       | kiesett  | kiesett  |

* - egy másik versenyzővel azonos eredményt ért el

### Trambulin
| Versenyző         | Versenyszám | Selejtező | Selejtező | Döntő    | Döntő    |
| Versenyző         | Versenyszám | Pontszám  | Helyezés  | Pontszám | Helyezés |
| ----------------- | ----------- | --------- | --------- | -------- | -------- |
| Yekaterina Khilko | Női         | 61,7      | 8.        | 36,6     | 4.       |

## Úszás
Férfi
| Versenyző                                                    | Versenyszám          | Előfutam | Előfutam | Előfutam | Elődöntő | Elődöntő | Elődöntő | Döntő   | Döntő    |
| Versenyző                                                    | Versenyszám          | Idő      | Hely.    | Össz.    | Idő      | Hely.    | Össz.    | Idő     | Helyezés |
| ------------------------------------------------------------ | -------------------- | -------- | -------- | -------- | -------- | -------- | -------- | ------- | -------- |
| Ravil Nachayev                                               | 50 m gyors           | 23,12    | 1.       | 30.      | kiesett  | kiesett  | kiesett  | kiesett | kiesett  |
| Ravil Nachayev                                               | 100 m pillangó       | 55,21    | 1.       | 34.      | kiesett  | kiesett  | kiesett  | kiesett | kiesett  |
| Aleksandr Agafonov                                           | 100 m gyors          | 52,58    | 3.       | 54.      | kiesett  | kiesett  | kiesett  | kiesett | kiesett  |
| Oleg Tsvetkovsky                                             | 200 m gyors          | 1:54,93  | 1.       | 44.      | kiesett  | kiesett  | kiesett  | kiesett | kiesett  |
| Ravil Nachayev Oleg Pukhnaty Oleg Tsvetkovsky Pyotr Vasilyev | 4 × 100 m gyorsváltó | kizárták | kizárták | kizárták |          |          |          | kiesett | kiesett  |
| Sergey Voytsekhovich                                         | 200 m mell           | 2:30,23  | 5.       | 46.      | kiesett  | kiesett  | kiesett  | kiesett | kiesett  |
| Dmitry Tsutskarev                                            | 200 m pillangó       | 2:10,54  | 5.       | 45.      | kiesett  | kiesett  | kiesett  | kiesett | kiesett  |
| Oleg Pukhnaty                                                | 200 m vegyes         | 2:06,01  | 2.       | 32.      | kiesett  | kiesett  | kiesett  | kiesett | kiesett  |

Női
| Versenyző            | Versenyszám    | Előfutam | Előfutam | Előfutam | Elődöntő | Elődöntő | Elődöntő | Döntő   | Döntő    |
| Versenyző            | Versenyszám    | Idő      | Hely.    | Össz.    | Idő      | Hely.    | Össz.    | Idő     | Helyezés |
| -------------------- | -------------- | -------- | -------- | -------- | -------- | -------- | -------- | ------- | -------- |
| Saida Iskandarova    | 50 m gyors     | 28,08    | 6.       | 55.      | kiesett  | kiesett  | kiesett  | kiesett | kiesett  |
| Anastasiya Korolyova | 200 m mell     | 2:43,23  | 4.       | 35.      | kiesett  | kiesett  | kiesett  | kiesett | kiesett  |
| Mariya Bugakova      | 100 m pillangó | 1:09,94  | 6.       | 48.      | kiesett  | kiesett  | kiesett  | kiesett | kiesett  |

## Vívás
Női
| Versenyző     | Versenyszám       | Selejtező               | 32-es főtábla     | Nyolcaddöntő      | Negyeddöntő       | Elődöntő          | Bronz- mérkőzés   | Döntő             | Helyezés |
| Versenyző     | Versenyszám       | Ellenfél Eredmény       | Ellenfél Eredmény | Ellenfél Eredmény | Ellenfél Eredmény | Ellenfél Eredmény | Ellenfél Eredmény | Ellenfél Eredmény | Helyezés |
| ------------- | ----------------- | ----------------------- | ----------------- | ----------------- | ----------------- | ----------------- | ----------------- | ----------------- | -------- |
| Anisa Petrova | Párbajtőr, egyéni | Katja Nass (GER) · 8-15 | kiesett           | kiesett           | kiesett           | kiesett           | kiesett           | kiesett           | 37.      |